# Liste der Kulturdenkmäler in Isselbach
In der Liste der Kulturdenkmäler in Isselbach sind alle Kulturdenkmäler der rheinland-pfälzischen Ortsgemeinde Isselbach einschließlich der Ortsteile Giershausen und Ruppenrod aufgeführt. Grundlage ist die Denkmalliste des Landes Rheinland-Pfalz (Stand: 8. Dezember 2023).

## Einzeldenkmäler
| Bezeichnung               | Lage                                           | Baujahr                  | Beschreibung | Bild                           |
| ------------------------- | ---------------------------------------------- | ------------------------ | --- | ------------------------------ |
| Wohnhaus                  | Isselbach, Am Bornbach 4 Lage                  | 17. oder 18. Jahrhundert | Fachwerkhaus, 17. oder 18. Jahrhundert | Fotos hochladen                |
| Wohnhaus                  | Isselbach, Birkenweg 7 Lage                    | 18. Jahrhundert          | Fachwerkhaus mit erweitertem Niederlass, teilweise massiv, 18. Jahrhundert                                                                      | Fotos hochladen                |
| Schulhaus                 | Isselbach, Gelbachstraße 4 Lage                | 1824                     | ehemalige Schule; eingeschossiger verputzter Fachwerkbau, Walmdach, 1824                                                                        | Fotos hochladen                |
| Evangelische Filialkirche | Isselbach, Gelbachstraße 6 Lage                | 14. Jahrhundert          | Saalbau, 14. Jahrhundert (?) | weitere Bilder Fotos hochladen |
| Kriegerdenkmal            | Isselbach, Gelbachstraße, vor Nr. 6 Lage       | 20. Jahrhundert          | Kriegerdenkmal 1914/18 | weitere Bilder Fotos hochladen |
| Wohnhaus                  | Isselbach, Hirschberger Straße 10 Lage         | 18. Jahrhundert          | Fachwerkhaus, teilweise massiv, 18. Jahrhundert                                                                                                 | Fotos hochladen                |
| Grünanlage                | Giershausen, Hauptstraße, Ecke Bergstraße Lage | um 1920/30               | kleine Grünanlage aus der Zeit um 1920/30; Kriegerdenkmal 1914/18; Laufbrunnen, um 1900 (?)                                                     | Fotos hochladen                |
| Backhaus                  | Ruppenrod, Hochstraße 7 Lage                   | 18. Jahrhundert          | ehemaliges Backhaus (und Schule?); kleiner Fachwerkbau, teilweise massiv, 18. Jahrhundert, Erweiterung eventuell am Anfang des 19. Jahrhunderts | Fotos hochladen                |